# 禁止贩卖妇孺国际公约
《禁止贩卖妇孺国际公约》是国际联盟于1921 年通过的一项多边条约，旨在解决国际上存在的贩卖妇女和儿童问题。

## 立约背景
19 世纪末社会改革运动的蓬勃发展使妇女权利团体、社会健康活动家和其余关注该问题的人得以在国际范围内推动该公约的订立，该公约旨在阻止贩卖妇女儿童并强迫其卖淫、劳动的犯罪行为。国联此前于1901年和1904年曾通过数个国际人权公约与 1910年通过《禁止白人奴隶贸易公约》。尽管未能成功阻止战争爆发，国联在国际人权方面进行的缔约工作仍被视为获得了巨大成功。

## 国际联盟
国际联盟成立之初并未将婦女权益团体包含在内，她们抗议这一排斥行为并游说政治家以寻求支持。最终，美国总统伍德罗·威尔逊和法国总理乔治·克莱门梭支持女权团体的参与，他们认为女權团体是最适合為婦女發聲的群體。联盟于1921年召开了关于贩卖白人奴隶的国际会议，并于1921年9月30日通过了《1921年禁止贩卖妇孺国际公约》。 
1933年，国联通过了《禁止贩卖成年妇女国际公约》 。

## 重点内容
1921 年公约旨在国际层面防止對於婦女兒童的贩运和性剥削。第 6 条规定，“缔约各方同意，如果它们尚未設立就業相關的機構或辦事處，则應制定必要的法规，以保护在另一国家求職的妇女和儿童。”第 7 条“采取與出入境相關的行政和立法措施，以制止贩卖妇女和儿童。國聯特別承诺立法為乘坐移民船隻的妇女和儿童提供保護，保護不仅限於出发國家和到达國家，而且貫穿整個旅途；同時安排標識告示于火车站，警示妇女和儿童注意安全，告示中亦指明何處可以获得住宿和帮助。”

## 影响
1921 年的公约为打击人口贩运的国际努力设定了新目标，主要是進一步给予反人口贩运运动以官方认可，打擊該問題中出現的官僚主義問題。贩卖妇女儿童问题咨询委员会是國聯的常设咨询委员会。該委員會成员囯包括九个国家和几个非政府组织，并成功建立成员国年度报告制度。成员国各自成立了自己的總辦事機構来跟踪和报告贩卖妇女和儿童的情况。 
咨询委员会还努力将其調查和干预婦孺買賣的计划扩展到美国和欧洲以外。 1929 年，計劃向近东（小亚细亚）、中东和亚洲扩张。计划于 1937 年在亚洲召开一次中央当局国际会议，但在 1930 年代后期没有采取进一步行动。 
1946年，國聯被聯合國取代，1950 年 3 月 21 日在纽约成功湖缔结的《禁止贩卖人口及取缔意图营利使人卖淫的公约》合并了《禁止贩卖妇女和儿童国际公约》第 1 至 10 项下所列的议定书、公约和协定，根據公約28條，各成員國自動順延遵循本公約。
1950 年《禁止贩卖人口及取缔意图营利使人卖淫的公约》調查小组委员会在该报告中得出结论认为：确保有效惩治淫媒的最切实可行的途径是为1921 年《禁止贩卖妇女和儿童国际公约》订立一项附加议定书。
联合国大会于1947年10月20日《禁止贩卖人口及取缔意图营利使人卖淫的公约》议定书，修正自1921年9月30日《禁止贩卖妇孺国际公约》與1933年10月11日《禁止贩卖成年妇女国际公约》

## 對條約保留（页面存档备份，存于）
对这个1921年的公约，一些国家声明對該條約保留；其中澳大利亚、大英帝国、日本、西班牙和新西兰保留对殖民地、保护国和托管领土的适用；印度、日本和泰国保留第 5 条关于限制年龄21 岁以下的规定。

## 引用与参考
1. ↑  . treaties.un.org.   [2023-05-15]. （原始内容存档于2023-07-15） （英语）.
2. ↑  Berkovitch 1999，第75–6頁.
3. ↑  Kershaw, Ian. . London: Penguin. 2015: 249. ISBN 9780141980430.
4. ↑  Berkovitch 1999，第75頁.
5. ↑  Berkovitch 1999，第76頁.
6. ↑  Berkovitch 1999，第77頁.
7. ↑  . treaties.un.org.   [2023-05-16]. （原始内容存档于2023-07-15） （英语）.
8. ↑   (PDF). United Nations Audiovisual Library of International Law.   [2023-05-16]. （原始内容存档 (PDF)于2023-02-05）.
9. ↑  Nations, United. . United Nations.   [2023-05-16]. （原始内容存档于2023-05-03） （中文（简体））.